# Nick Montalva
Nick Montalva (Lima, 26 de marzo de 1976) es un futbolista peruano. Juega de defensa central y su equipo actual es Sport Tubillas que participa en la Copa Perú. Tiene 47 años y fue entrenador de la selección de la Pontificia Universidad Católica del Perú, que participa en la Liga de San Isidro.

## Clubes
| Club                  | País | Año       |
| --------------------- | ---- | --------- |
| Universitario         | Perú | 1995      |
| Guardia Republicana   | Perú | 1996-1997 |
| Universitario de Puno | Perú | 1998      |
| Tintaya Marquiri      | Perú | 1999      |
| Alfonso Ugarte        | Perú | 1999      |
| Cultural Hidro        | Perú | 2000      |
| Atlético Universidad  | Perú | 2001      |
| Deportivo Bolito      | Perú | 2001      |
| Atlético Universidad  | Perú | 2002-2004 |
| Grau-Estudiantes      | Perú | 2004      |
| Sport Áncash          | Perú | 2004-2005 |
| Deportivo Municipal   | Perú | 2006-2007 |
| Sport Boys            | Perú | 2008      |
| Atlético Minero       | Perú | 2008      |
| CNI                   | Perú | 2009      |
| Inti Gas              | Perú | 2010-2013 |
| Alianza Universidad   | Perú | 2014      |
| Sport Tubillas        | Perú | 2024 -    |

## Palmarés

### Campeonatos regionales
| Título                         | Club                 | País     | Año  |
| ------------------------------ | -------------------- | -------- | ---- |
| Liga Departamental de Puno     | Alfonso Ugarte       | Puno     | 1999 |
| Liga Departamental de Arequipa | Atlético Universidad | Arequipa | 2000 |
| Liga Departamental de Arequipa | Atlético Universidad | Arequipa | 2001 |
| Liga Departamental de Arequipa | Atlético Universidad | Arequipa | 2002 |
| Liga Departamental de Áncash   | Sport Áncash         | Áncash   | 2004 |

### Campeonatos nacionales
| Título           | Club                 | País | Año  |
| ---------------- | -------------------- | ---- | ---- |
| Copa Perú        | Deportivo Bolito     | Perú | 2001 |
| Copa Perú        | Atlético Universidad | Perú | 2002 |
| Copa Perú        | Sport Áncash         | Perú | 2004 |
| Segunda División | Deportivo Municipal  | Perú | 2006 |